# Postmodernitet
 Ikke at forveksle med Postmodernisme.
Postmodernitet (også den postmoderne tilstand) er beskrivelsen af den sociologiske, økonomiske og/eller kulturelle tilstand i den samfundstype, som ifølge en række teoretikere har efterfulgt moderniteten. Af disse teoretikere bør fremhæves Jean Baudrillard, Jean-François Lyotard, David Harvey og Fredric Jameson. Nogle skoledannelser hævder, at moderniteten sluttede i 1980'erne eller 1990'erne og overgik til den fase i udviklingen, som betegnes som postmoderniteten, mens andre fastholder en glidende overgang eller sameksistens mellem de to epoker. Enkelte skoler mener, at moderniteten sluttede med Anden Verdenskrig. Forestillingen om den postmoderne tilstand er bl.a. blevet karakteriseret som en kultur, der ikke længere besidder evnen til at fungere lineært eller autonomt, og som har mistet modernismens og avantgardens tro på fremskridt inden for rammerne af moderniteten. Postmodernitet, der forstås som en form for historisk periode, bør ikke forveksles med postmoderne form for kunst som fx postmoderne litteratur eller postmoderne filosofi.